# П'єр Лаваль
П'єр Лава́ль (фр. Pierre Laval; нар. 28 червня 1883, Шательдон, департамент Пюї-де-Дом — пом. 15 жовтня 1945, Париж) — французький політик-соціаліст. В період Третьої республіки займав високі державні посади, був прем'єр-міністром (1931–1932, 1935–1936). У 1936–1940 роках був відомий як медіа магнат, власник декількох газет та радіостанцій. Активний діяч колабораційного режиму Віші під час Другої світової війни та його голова (прем'єр-міністр) з 1942 по 1944 рік.

## Молодість
Лаваль народився в Шательдоні, в Оверні, в родині дрібного сільського буржуа (його батько був власником кав'ярні, різником і листоношею, а також володів виноградниками). Лаваль отримав освіту в сільській школі в Шательдоні, в 15 років був відправлений до ліцею в Ліоні, а після повернення протягом року вивчав зоологію і отримав ліцензію на право викладання природничих наук. У 1903 році був покликаний в армію, але через рік комісований в зв'язку з варикозним розширенням вен.
У 1903 році вступив до Центрального революційного комітету — соціалістичної організацію, створену бланкістами і в 1905 році доєднався до Французької секції Робочого Інтернаціоналу (нині Соціалістична партія Франції). У 1909 році одружився з Жанною-Євгенією Клосса (Claussat), дочкою мера Шательдона, радикального соціаліста. Пара переїхала в Париж, де Лаваль почав кар'єру адвоката — «захисника бідних». Його першим процесом був процес анархо-синдикаліста Моне, якого звинувачували в зберіганні вибухових речовин і анархістських книг — виграш цього процесу створив йому популярність. У Парижі вступив в масонство.

## Початок політичної кар'єри

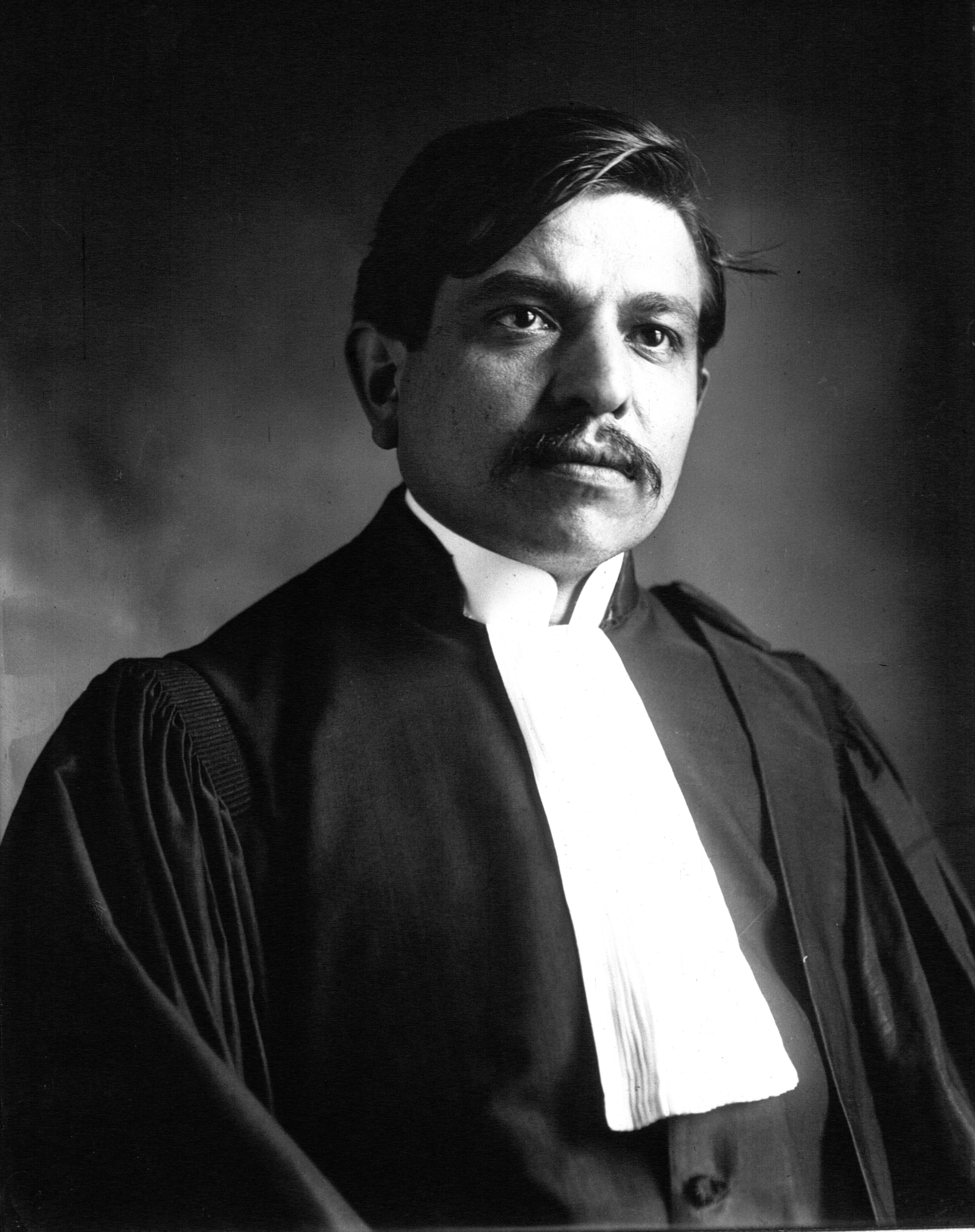
Молодий П'єр Лаваль (1913 рік)

У 1914 році обраний до парламенту від паризького передмістя Обервільє. Лаваль був відомий як пацифіст, він голосував проти закону про збільшення до 3 років терміну військової служби. Армійський досвід зробив його противником кадрової армії і прихильником народного ополчення. Його ім'я фігурувало в «книжці В» — списку 2000 потенційно підривних елементів, яких слід інтернувати з початком війни, щоб вони не стали на заваді мобілізації. Фактично, проте, з початком Першої світової війни ніяких арештів не було, і Лаваль залишився на свободі (в армію він не був викликаний за станом здоров'я). Його позиція залишалася помірно-антивоєнною. У 1917 році його звинувачували у зв'язках зі «зрадниками» і зокрема в знайомстві з Троцьким.
У 1919 році Лаваль не був переобраний в парламент. Його відносини з соціалістичною партією, яка розпалася на власне соціалістів і комуністів, погіршуються. У 1923 році виступив на виборах мера Обервільє. З пропозицією очолити їх список до нього разом звернулися соціалісти і комуністи, але Лаваль вважав за краще виставити власний список, створивши зі своїх особистих прихильників «Незалежну соціалістичну партію» і в якості її кандидата добившись обрання. Мером Обервільє він залишався до кінця своєї політичної кар'єри. У 1924 році знову обраний до парламенту за списком коаліції соціалістів і радикалів.

## В урядах Третьої Республіки
У квітні 1925 року Лаваль отримав пост міністра громадських робіт в уряді Поля Пенлеве. Уряд протримався лише шість місяців, але Лаваль в результаті увійшов в клуб колишніх міністрів, з якого рекрутувалися міністри при складанні нових кабінетів. У 1930 році недовгий час був міністром праці в уряді Андре Тардьє. Раніше, в 1927 році був обраний сенатором від Сени. У 1928 році долучився до прийняття закону про соціальне страхування.

## В уряді Віші
Лаваль концентрує портфелі міністра закордонних і внутрішніх справ, а також міністра інформації. Організував насильне вивезення кращих французьких робітників до Німеччини, дозволив на неокупованій території діяльність гестапо для боротьби з Рухом Опору, створив французький аналог гестапо («Міліцію»), керував арештами і відправкою на знищення євреїв Франції.

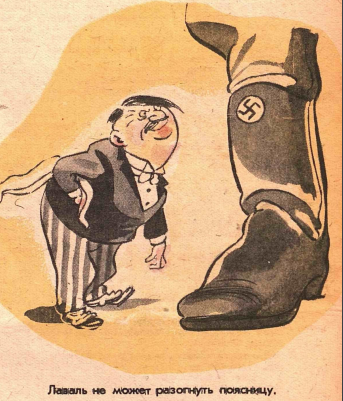
Карикатура на П. Лаваля в Журналі «Крокодил»(1943 р.). Підпис російською: «Лаваль не може розігнути поперек».

## Арешт, суд і страта
Разом з Петеном евакуйований німцями в Зігмарінген, Баден-Вюртемберг, звідти (на відміну від Петена, що здався союзникам) в травні 1945 року втік до Іспанії, але був інтернований в Барселоні і депортований до Австрії. Союзники в липні 1945 року видали його французькому уряду. Лаваль був відданий під суд в Парижі.
4 жовтня 1945 року Лаваль постав перед судом за звинуваченням у державній зраді і співпраці з ворогом, а вже 9 жовтня йому було оголошено смертний вирок. Суд поспішали завершити з політичних міркувань (до загальних виборів, призначених на 21 жовтня). Всупереч порадам адвокатів Лаваль відмовився визнати себе навіть частково винним, вважаючи, що діяв в інтересах французів, і сподіваючись довести це в суді. Однак обвинувальний ухил і політична вмотивованість процесу виявлялися вкрай відверто, аж до того що присяжні (багато з них були колишніми колегами Лаваля по парламенту) не стримувати у виразах ненависті і освистували Лаваля. В знак протесту від участі в процесі відмовилися всі три адвоката Лаваля (один з них був членом Опору), незважаючи навіть на особисте прохання генерала Де Голля; слідом за ними відмовився від участі в процесі і сам Лаваль.
Згодом тодішній міністр юстиції П'єр-Анрі Тежен назвав процес Лаваля «огидним», визнавши, що у Лаваля не було необхідних гарантій і що судочинство було вкрай упередженим, однак підкреслив, що Лаваль був винен і якби процес був проведений за всіма правилами, вирок був б тим же самим.
Лаваль був засуджений до смертної кари через розстріл. В ранок приведення вироку у виконання, 15 жовтня 1945 року, Лаваль намагався накласти на себе руки, випивши отруту (ціаністий калій), ампулу, яку він тривалий час носив зашитою в полу піджака. Лаваль пояснив це небажанням, щоб французькі солдати здійснили «злочин», вбиваючи його. Генеральний прокурор, який прийшов у камеру оголосити Лавалю про страту, знайшов його в несвідомому стані. Однак від часу отрута видихалася, йому зробили кілька промивань шлунка. Після того, як Лаваль прийшов до тями, він був розстріляний. Він помер з вигуком: «Хай живе Франція!»